# 1839 aux États-Unis
Pour des articles plus généraux, voir Chronologie des États-Unis et 1839.
Chronologie des États-Unis
- 1835
- 1836
- 1837
- 1838
- 1839
- 1840
- 1841
- 1842
- 1843

Cette page concerne des événements d'actualité qui se sont produits durant l'année 1839 du calendrier grégorien aux États-Unis.

## Gouvernement
- Président : Martin Van Buren Démocrate
- Vice-président : Richard Mentor Johnson Démocrate
- Secrétaire d'État : John Forsyth
- Chambre des représentants - Président : James Polk Démocrate jusqu'au 4 mars puis Robert M. T. Hunter (Whig) à partir du 16 décembre

## Événements
- 11 février : l'Université du Missouri-Columbia est fondé à Columbia (Missouri). Elle est la seule université publique à l'ouest du Mississippi.
- 24 février :  William Otis reçoit un brevet pour l'invention de la pelle à vapeur.
- Mars, traité de New Echota : arrivée des derniers Cherokees. Environ 4 000 d'entre eux au moins, 8 000 au plus, sont morts en chemin, le long de la Piste des Larmes.
- 23 mars : le Boston Morning Post emploie l'expression « OK » (oll korrect).
- Juin, traité de New Echota : John Ridge et Elias Boudinot sont assassinés. Les quatre autres Nations civilisées furent déportées de la même manière, et connurent aussi leur piste des Larmes. Ce nom vient des larmes de compassion versées par les Américains qui les voyaient passer devant eux. Quelques Cherokees réussirent à se cacher dans les montagnes, et des Séminoles dans les marais des Everglades.
- 26 août : le navire cubain La Amistad, sous le contrôle d'Africains récemment capturés, est « secouru » par le Washington, de la marine des États-Unis[1].
- 11 novembre : fondation de la Virginia Military Institute, la plus vieille université militaire supportée par des fonds publics aux États-Unis.
- 13 novembre : première convention du parti de la liberté, qui milite pour l’abolition de l’esclavage. Un ancien propriétaire d’esclave, James G. Birney, en devient le président[2].
- Décembre : mouvement Anti-Loyer dans la vallée de l’Hudson, dans l’État de New York (fin en 1846). Les fermiers s’opposent aux forces du shérif chargé de collecter les loyers pour les riches propriétaires[3].
- La première loi permettant aux femmes de posséder une propriété est passé à Jackson (Mississippi).
- L'inventeur américain Charles Goodyear découvre fortuitement la méthode de vulcanisation du caoutchouc.
- Fondation du Harvard College Observatory à Cambridge (Massachusetts).

## Naissances
- 22 juillet : David Moffat, (décédé le 18 mars 1911), est un financier et un industriel américain.

#### Articles généraux
- Histoire des États-Unis de 1776 à 1865
- Évolution territoriale des États-Unis
- Seconde guerre séminole